# یورکویل (تنسی)
یورکویل (به انگلیسی: Yorkville) شهری در ایالت کشور ایالات متحده آمریکا است که جمعیت آن در سرشماری سال ۲۰۱۰ میلادی، ۲۸۶ نفر بوده‌است.